# 來來 (花札)
來來（日语： koikoi）是一種兩人玩的花札遊戲，其規則與Go-stop較為相似。
這個遊戲的目的，是將牌組合成稱為「役」的特別牌型以獲得文（點）數。遊戲進行有兩個部分：一是將手上的牌與檯面上的牌配對，二是打完牌後翻一張牌來和場上的牌配對。一旦配對出「役」，就可以選擇結束這一局來獲得文數，或者是喊出「來來」繼續獲得更多點數。卡片所代表的點數不會影響到得分，只需要計算配對出來的「役」的文數。

## 發牌
誰當莊家（日文裡稱為「 oya」）是遊戲一開始決定，可以使用玩家都同意的方式來決定莊家（如猜拳、擲骰子）。也可以使用花札的規則，每位玩家從牌堆中隨意抽出一張牌，如果抽到的牌是較早的月份就成為莊家。
一開始會發24張牌，發給對手8張（蓋牌），檯面上8張（開牌），莊家自己8張（蓋牌），通常一次會發給每個人2張或4張牌。其餘的放置旁邊作為抽牌的牌堆使用，然後由莊家開始玩。

## 玩法
在每個玩家的回合，他可以將手上的牌與檯面上的牌作相同配對（月份或花），然後將配對好的牌放到自己的點數牌堆裡。或者他會選擇放棄手中的任何一張牌，以開牌的方式放置於檯面上（如果他找不到任何一張可配對的牌）
。在配對或放棄牌之後，他會從旁邊的牌堆抽一張牌，以開牌方式放至置檯面上，如果這張牌和檯面上的牌能夠配對，就必須將配對好的牌收回到自己的點數牌堆中，不然就得放棄這張牌。如果抽出的牌能和檯面兩張以上的牌配對
，在這種情況下玩家可以選擇要配對的牌，並將配對好的牌收回自己的點數牌堆。
如果在玩家的回合結束時，至少配對出一個以上的「役」，他就可以選擇結束遊戲並結算他從配對的「役」獲得的點數，也可以喊出Koi繼續玩來獲得更多點數。一旦玩家結束這一局，就會結算得分，並開新局。
喊出Koi這種方式可以在每一局結束前獲得更多點數。只要能配對出「役」，想喊幾次Koi都行。但是如果在玩家喊出Koi之後對手配出「役」且選擇結束遊戲，對手的成績會加倍計算，而玩家的成績則歸0。如果玩家在遊戲結束時配對出的「役」點數在7以上，那麼他原本的成績將會加倍計算。如果對手獲得7以上的「役」點數，而玩家還能擊敗他，那麼自己的成績就會乘以4倍。
在每一局結束時，獲得最多點數的玩家就成為新莊家，並開始新的一局。如果雙方用完牌，也沒有組合出「役」，一般情況下這一局算作和局，由原本的莊家重新洗牌開新局。一般而言都會玩12局，但是玩家可以在遊戲開始前決定要玩的局數。
如果開局時檯面上有同一個月份的4張牌，則此局不算，重開一局；如果開局時檯面上有同一個月份的3張牌，則持有或翻到剩下的那1張牌的玩家獲得該月份所有的4張牌。

### 特別牌
9月（菊）的酒杯牌在技術上分類為10點牌，有些時候會被同時視作10點與1點的牌來計算。

### 「役」組合列表
如果在遊戲中獲得特殊組合的牌，就能獲得點數。由於不同地域的積分法多種多樣，在實際比賽的時候建議先確認當地的比賽規則。以下列出各種牌的特殊組合與得點。其中點數1來自任天堂網站的規則，點數2來自SDIN的花札規則。
| 組合名稱     | 説明                               | 點數1 | 點數2 | 牌面組合 |
| ------------ | ---------------------------------- | ----- | ----- | -------- |
| 五光         | 獲得5張20點牌                      | 10点  | 15点  |          |
| 四光         | 獲得除了“雨”以外的4張20點牌        | 8点   | 10点  |          |
| 雨四光       | 獲得包含“雨”的4張20點牌            | 7点   | 8点   | （1例）  |
| 三光         | 獲得除了“雨”以外的3張20點牌        | 5点   | 6点   | （1例）  |
| 猪鹿蝶       | 獲得“萩”，“紅葉”，“牡丹”3張10點牌  | 5点   | 6点   |          |
| 赤短         | 獲得“松”，“梅”，“櫻”的3張5點牌     | 5点   | 6点   |          |
| 青短         | 獲得“牡丹”，“菊”，“紅葉”的3張5點牌 | 5点   | 6点   |          |
| 種（たね）   | 獲得9張10點牌中的任意5張           | 1点   | 1点   | （1例）  |
| 短冊（たん） | 獲得10張5點中的任意5張             | 1点   | 1点   | （1例）  |
| 空（かす）   | 獲得1點牌中的任意10張              | 1点   | 1点   | （1例）  |

- “菊”的10點牌較為特殊，一般將此牌同時視為10點牌和1點牌。
- 得到“種”，“短”，“空”3種組合後，如果宣布“來”後相應的組合中牌數再次增加的話，可以宣布遊戲停止。例如得到5張10點牌後宣布“來”，下一輪中又得到了1張或2張10點牌的話，或者得到了上表中別的組合，可以宣布停止。

另外，在任天堂網站上，還介紹了以下兩種組合。
| 組合名稱 | 説明                           | 點數 | 牌面組合 |
| -------- | ------------------------------ | ---- | -------- |
| 花見酒   | 得到“櫻”的20點牌和“菊”的10點牌 | 5点  |          |
| 月見酒   | 得到“芒”的20點牌和“菊”的10點牌 | 5点  |          |

另外還有一些地方的玩法中採用雨流(拿到柳間小野道風)或霧流(拿到桐的任何一張牌)就不算花見酒和月見酒的規則。
另外，在某些規則中，如果開局時某玩家手中的牌出現以下情況的話，算作此玩家勝利，得6分。
- 手四：手牌中有同一個月份的4張牌。
- 食付：8張手牌中只有4個月份，且每個月份的牌均為兩張。

## 大眾文化
豬鹿蝶是在七龍珠裡出現過的生物。它的名字就是由Koi-Koi中的「役」猪鹿蝶而來，外貌就結合了豬身、鹿角、蝶翅。另一個就是火影忍者出現的豬鹿蝶三人組。
在2009年上映的日本動畫電影夏日大作戰，陣內家的所有成員經由榮的指導，都會玩Koi-Koi這種兩人制的花札遊戲。這個遊戲在電影的登場時間很長，特別是在劇情高潮時刻，從Love Machine手上奪回被偷的帳號，就進行了大規模的比賽。